# 장축단
| (1) 원점 | (3) 중심 | (2) 근점 |
| -------- | -------- | -------- |
| 원일점   | 태양     | 근일점   |
| 원성점   | 항성     | 근성점   |
| 원지점   | 지구     | 근지점   |

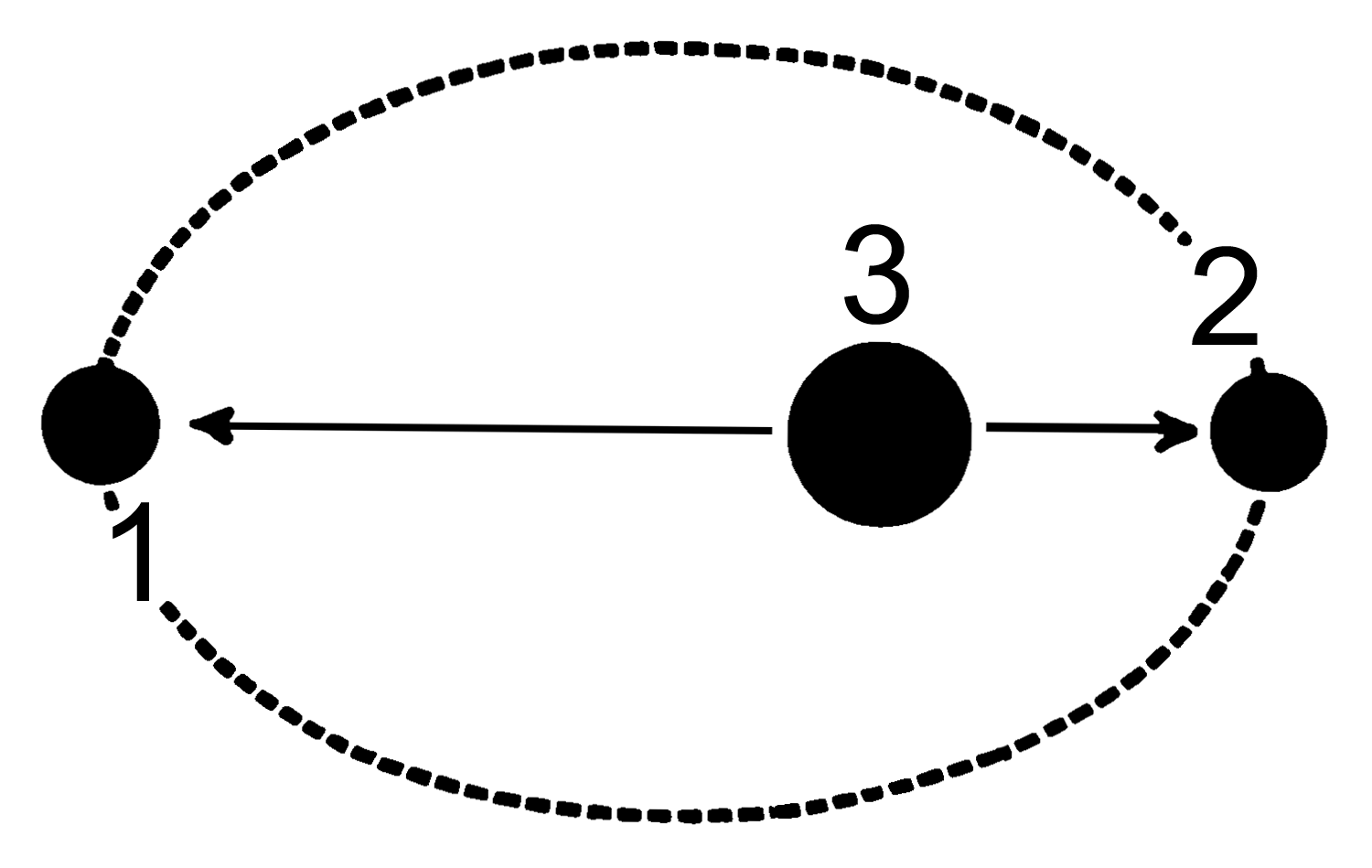

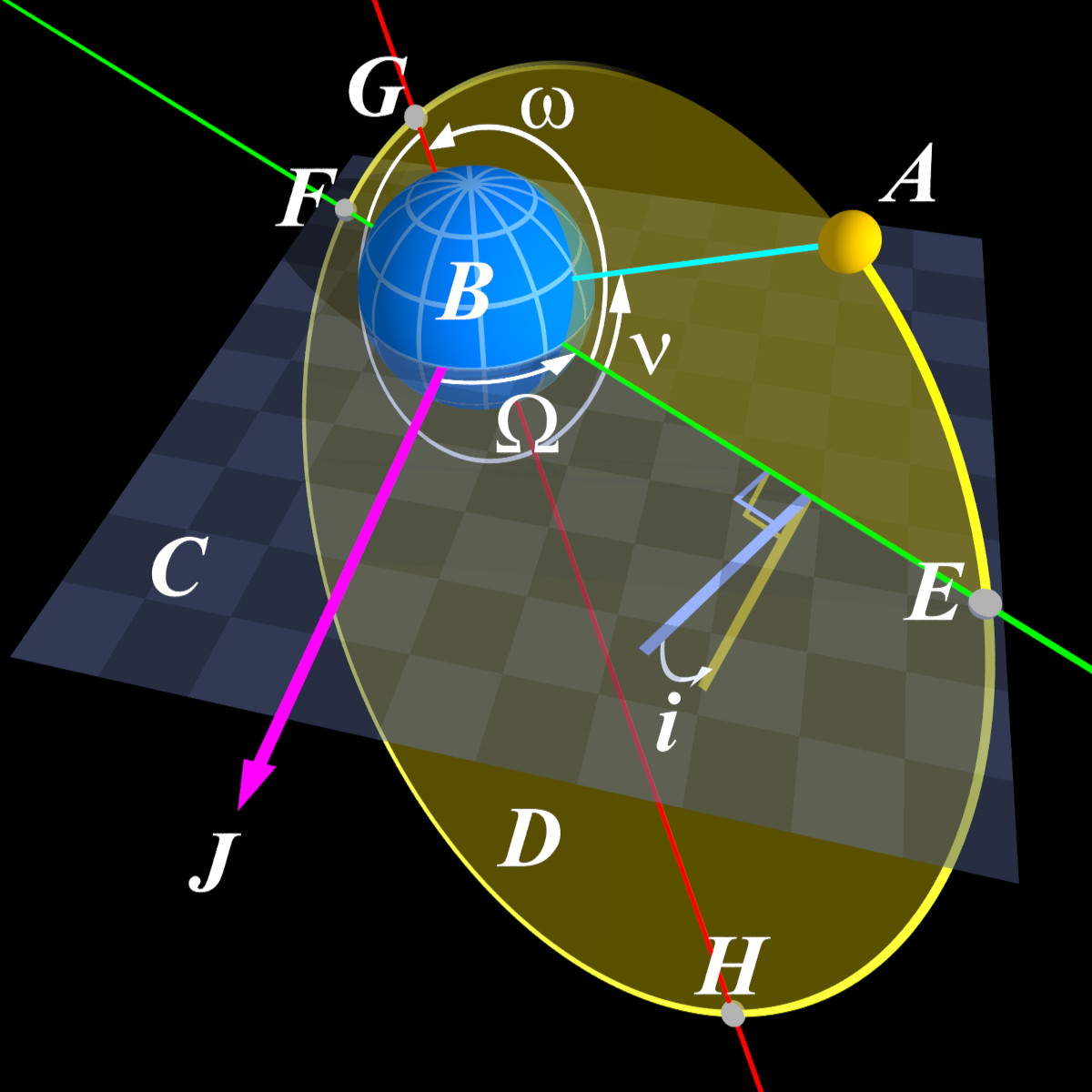
케플러 궤도 요소: F점은 근점이다. H점은 원점이다. 빨간 선은 장축단의 선이다.

천문학에서 장축단(長軸端, apsis)은 타원 궤도에서 초점에서의 거리가 가장 먼 원점(遠點, apoapsis)과 가장 가까운 근점(近點, periapsis)을 함께 부르는 말이다.  타원 궤도에서 초점이나 중력 중심에서 가장 가까운 점과 가장 먼 점 중의 하나이다. 이 점을 연결한 선은 궤도의 장축선이 된다.

## 종류
- 태양이 중심일 때는 원일점(遠日點, aphelion), 근일점(近日點, perihelion)이라고 한다. 현대적인 맥락에서, 태양계의 질량중심이 기준이 될 수 있다.
- 지구가 중심일 때는 원지점(遠地點, apogee), 근지점(近地點, perigee)이라고 한다.
- 달이 중심일 때는 원월점(遠月點, apolune), 근월점(近月點, perilune)이라고 한다.

## 지구의 근일점과 원일점
근일점은 태양 주변을 도는 천체가 태양과 가장 가까워지는 지점이며, 원일점은 태양 주변을 도는 천체가 태양과 가장 멀어지는 지점이다. 여름에 지구가 근일점에 오는 것으로 착각하는 사람들이 있는데, 사실이 아니다. 이는 태양이 북회귀선에 오기 때문이다. 반대로, 태양이 남회귀선으로 갈 때, 북반구는 겨울이 된다.
| 년도   | 근일점  | 근일점     | 원일점  | 원일점     |
| 년도   | 날짜    | 협정세계시 | 날짜    | 협정세계시 |
| ------ | ------- | ---------- | ------- | ---------- |
| 2007년 | 1월 3일 | 19:43      | 7월 6일 | 23:53      |
| 2008년 | 1월 2일 | 23:51      | 7월 4일 | 07:41      |
| 2009년 | 1월 4일 | 15:30      | 7월 4일 | 01:40      |
| 2010년 | 1월 3일 | 00:09      | 7월 6일 | 11:30      |
| 2011년 | 1월 3일 | 18:32      | 7월 4일 | 14:54      |
| 2012년 | 1월 5일 | 00:32      | 7월 5일 | 03:32      |
| 2013년 | 1월 2일 | 04:38      | 7월 5일 | 14:44      |
| 2014년 | 1월 4일 | 11:59      | 7월 4일 | 00:13      |
| 2015년 | 1월 4일 | 06:36      | 7월 6일 | 19:40      |
| 2016년 | 1월 2일 | 22:49      | 7월 4일 | 16:24      |
| 2017년 | 1월 4일 | 14:18      | 7월 3일 | 20:11      |
| 2018년 | 1월 3일 | 05:35      | 7월 6일 | 16:47      |
| 2019년 | 1월 3일 | 05:20      | 7월 4일 | 22:11      |
| 2020년 | 1월 5일 | 07:48      | 7월 4일 | 11:35      |

## 행성의 근일점과 원일점 거리
이 표는 행성과 왜소행성의 근일점과 원일점의 거리 표다.
| 구분     | 이름     | 태양과 근일점 거리                    | 태양과 원일점 거리                     |
| -------- | -------- | ------------------------------------- | -------------------------------------- |
| 행성     | 수성     | 46,001,009 km (28,583,702 mi)         | 69,817,445 km (43,382,549 mi)          |
| 행성     | 금성     | 107,476,170 km (66,782,600 mi)        | 108,942,780 km (67,693,910 mi)         |
| 행성     | 지구     | 147,098,291 km (91,402,640 mi)        | 152,098,233 km (94,509,460 mi)         |
| 행성     | 화성     | 206,655,215 km (128,409,597 mi)       | 249,232,432 km (154,865,853 mi)        |
| 행성     | 목성     | 740,679,835 km (460,237,112 mi)       | 816,001,807 km (507,040,016 mi)        |
| 행성     | 토성     | 1,349,823,615 km (838,741,509 mi)     | 1,503,509,229 km (934,237,322 mi)      |
| 행성     | 천왕성   | 2,734,998,229 km (1.699449110×109 mi) | 3,006,318,143 km (1.868039489×109 mi)  |
| 행성     | 해왕성   | 4,459,753,056 km (2.771162073×109 mi) | 4,537,039,826 km (2.819185846×109 mi)  |
| 왜소행성 | 세레스   | 380,951,528 km (236,712,305 mi)       | 446,428,973 km (277,398,103 mi)        |
| 왜소행성 | 명왕성   | 4,436,756,954 km (2.756872958×109 mi) | 7,376,124,302 km (4.583311152×109 mi)  |
| 왜소행성 | 마케마케 | 5,671,928,586 km (3.524373028×109 mi) | 7,894,762,625 km (4.905578065×109 mi)  |
| 왜소행성 | 하우메아 | 5,157,623,774 km (3.204798834×109 mi) | 7,706,399,149 km (4.788534427×109 mi)  |
| 왜소행성 | 에리스   | 5,765,732,799 km (3.582660263×109 mi) | 14,594,512,904 km (9.068609883×109 mi) |

## 같이 보기
- 슈퍼문
- 타원 궤도
- 이심근점각